# 하초희
하초희는 대한민국의 KBS춘천방송총국 기자이다. 현재 보도부 기자이다.

## 경력
- KBS춘천방송총국 보도부 기자
- KBS춘천방송총국 보도부 춘천팀장